# Solutions des équations de Navier-Stokes

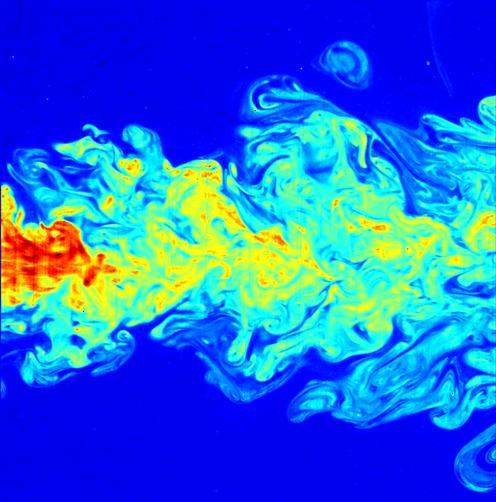
Image en fausses couleurs du champ lointain d'un jet turbulent submergé.

Le problème de l'existence et de la régularité des solutions des équations de Navier-Stokes constitue l'un des problèmes du prix du millénaire de l'Institut de mathématiques Clay.
Les équations de Navier-Stokes décrivent la dynamique des fluides liquides ou gazeux. Leur étude n'a pas permis à ce jour de montrer l'existence de solution régulières dans le cas général. La solution de ce problème peut constituer une étape dans la compréhension des phénomènes de turbulence.
Le problème est de prouver ou de trouver un contre-exemple à la proposition suivante qui résume l'énoncé qui porte sur le problème incompressible.
Dans un problème temporel en dimension 3 d'espace pour lequel on spécifie une condition initiale, il existe des champs de vitesses et de pression scalaire réguliers qui sont solutions des équations de Navier-Stokes.

## Problème
Pour un milieu incompressible, les équations de Navier-Stokes s'écrivent pour les champs de vitesse V et de pression p :
- conservation de la masse

{\displaystyle \mathbf {\nabla } \cdot \mathbf {V} =0}
Cette équation implique que V est un champ solénoïdal.
- bilan de la quantité de mouvement

{\displaystyle {\frac {\partial \mathbf {V} }{\partial t}}+\mathbf {\nabla } \cdot \left(\mathbf {V} \mathbf {V/2} \right)=-\mathbf {\nabla } p'+\nu \nabla ^{2}\mathbf {V} +\mathbf {g} (\mathbf {x} ,t)\;,\;\;\;p'={\frac {p}{\rho }}}
La viscosité cinématique ν est supposée constante, de même que la masse volumique ρ.
Le champ appliqué g (x,t) est régulier :
{\displaystyle \forall K\quad \exists C(\alpha ,K)>0\quad \vert \quad \partial ^{\alpha }\mathbf {g} (x,t)\vert \leq {\frac {C}{(1+\vert \mathbf {x} \vert +t)^{K}}}\;,\quad \forall (\mathbf {x} ,t)\in \mathbb {R} ^{3}\times [0,\infty )}
La condition initiale est supposée régulière.
{\displaystyle \vert \partial ^{\alpha }\mathbf {V} _{0}(\mathbf {x} )\vert \leq {\frac {C}{(1+\vert \mathbf {x} \vert )^{K}}}\;,\qquad \forall \mathbf {x} \in \mathbb {R} ^{3}}
À cause des problèmes possibles liés au comportement de la solution à l'infini le problème a été scindé en deux parties :
- si la solution est définie dans  {\displaystyle \mathbb {R} ^{3}}  alors on suppose que la solution est régulière à l'infini et que l'énergie totale est bornée

1. {\displaystyle \mathbf {V} (\mathbf {x} ,t)\in \left[C^{\infty }(\mathbb {R} ^{3}\times [0,\infty ))\right]^{3}\,,\qquad p'(\mathbf {x} ,t)\in C^{\infty }(\mathbb {R} ^{3}\times [0,\infty ))}
2. {\displaystyle \exists E\in (0,\infty )\quad \vert \quad \int _{\mathbb {R} ^{3}}\vert \mathbf {V} (\mathbf {x} ,t)\vert ^{2}\,d\mathbf {x} <E\;,\;\;t\geq 0\,}

- le problème est périodique et la solution définie dans le tore  {\displaystyle \mathbb {T} ^{3}=\mathbb {R} ^{3}/\mathbb {Z} ^{3}}

Si e est le vecteur unitaire alors :
{\displaystyle \mathbf {V} (x_{i}+e_{i})=\mathbf {V} (x_{i})\;,\qquad p'(x_{i}+e_{i})=p'(x_{i})\;,\;\;i=1,3}
La solution doit satisfaire les mêmes relations de régularité et d'énergie totale bornée que ci-dessus.

## Résultats partiels
- en 1911, Carl Wilhelm Oseen a montré l'existence de solutions en temps petit[2],[3].
- en 1934, Jean Leray a prouvé l'existence de solutions du problème ne respectant pas nécessairement la contrainte de régularité[4].
- en 1959, Olga Ladyjenskaïa a résolu le problème en deux dimensions d'espace[5],[6].